# Estación La Higuera
La Higuera (o Las Higueras) fue una estación ferroviaria y posteriormente un paradero que formó parte de la línea del Ferrocarril Santiago-Valparaíso de la Empresa de los Ferrocarriles del Estado que unió a las ciudades de Santiago con Valparaíso. La estación se ubicaba en la comuna de Llay-Llay, Región de Valparaíso.
La estación fue construida junto con las obras principales del ferrocarril. En un momento esta cayó a la categoría inferior de paradero. La estación tenía un desvío local. Actualmente la estación se halla levantada y no quedan restos de esta.